# Acrotretida
Acrotretida är en ordning av armfotingar. Acrotretida ingår i klassen Inarticulata, fylumet armfotingar och riket djur.
Ordningen innehåller bara familjen Craniidae. Acrotretida är enda ordningen i klassen Inarticulata.